# Jorge Brown
Jorge Brown (San Vicente, 3 april 1880 – San Isidro, 3 januari 1936) was een Argentijnse voetballer van Schotse afkomst. Hij was een van de belangrijkste spelers in de begindagen van het Argentijnse voetbal. Hij won tien landstitels en was van 1908 tot 1913 kapitein van het nationale elftal. In 1902 en 1903 werd hij topschutter.
Hij begon zijn jeugdcarrière bij English High School en in 1896 ging hij spelen voor het eerste elftal van Palermo Athletic. Na nog twee jaar bij Lanús Athletic keerde hij terug naar English High School en won daarmee de landstitel. In 1901 wijzigde de club de naam in Alumni Athletic. Dit was de succesvolste club van het land de volgende tien jaar. Nadat Alumni in 1911 ontbonden werd ging hij voor Quilmes spelen. Van 1914 tot 1927 speelde hij nog amateurvoetbal op lager niveau.
Jorgo had nog vier broers (Alfredo, Carlos, Ernesto en Eliseo) en een neef (Juan Domingo), die allen ook bij Alumni en het nationale elftal speelden. Verder had hij ook nog twee voetballende broers, Diego en Tomás, die echter geen international werden.